# 時山はじめ
時山 はじめ（ときやま はじめ、4月10日- ）は、日本の漫画家。山口県出身。

## 来歴・人物
2005年、小学館第28回『プチコミック』まんが大賞にて入選を受賞し、翌年『プチコミック』増刊1月号にて、「15年目の逮捕状（ラブレター）」でデビュー。
デビュー前は同じく小学館の『ベツコミ』へ投稿しており、小学館新人コミック大賞の最終選考作にも残ったことがあったが、担当から『プチコミック』へも投稿をしてみないかと進められ、同誌でのデビューに至る。
『プチコミック』本誌初掲載作品はデビューから5作目の「ラブ×レポ〜Love Report〜」。
初連載作品は2009年に発表された『オトナの問題』だが、それ以前に2006年『プチコミック』増刊6月号掲載の「ハッピーファイル〜未来調査書〜」から次号の「ハッピースター〜君に想いを〜」でシリーズとして掲載されている。

## 作品一覧

### 読み切り作品
- 15年目の逮捕状（ラブレター）（2006年『プチコミック』増刊1月号） - デビュー作品
- ハッピープロデュース（2006年『プチコミック』増刊4月号）
- ハッピーファイル〜未来調査書〜（2006年『プチコミック』本誌6月号・別冊付録）
- ハッピースター〜君に想いを〜（2006年『プチコミック』増刊7月号）
- ラブ×レポ〜Love Report〜（2006年『プチコミック』本誌9月号）
- Lock-on!（2007年『プチコミック』本誌1月号・別冊付録）
- 花焦がれ（2007年『プチコミック』増刊7月号）
- レディ・キラー（2007年『プチコミック』増刊8月号、2009年『ポシェット』5月号）
- トライアングル・デイズ（2007年『プチコミック』増刊10月号）
- 小悪魔したいの（2007年『プチコミック』本誌10月号）
- 蜜月イブ（2008年『プチコミック』増刊1月号、2008年『ポシェット』5月号）
- 色恋合わせ（2008年『プチコミック』本誌5月号・別冊付録、2008年『ポシェット』11月号）
- メガネの奥の秘め事（2008年『プチコミック』増刊7月号、2009年『ポシェット』3月号）
- だから、ワガママに愛して。（2008年『プチコミック』本誌8月号）
- ハダカノココロ（2008年『プチコミック』本誌11月号・別冊付録）
- そして今宵は君に酔う（2009年『プチコミック』増刊7月号）
- 天使に堕ちる夜（2009年『プチコミック』本誌9月号・別冊付録）
- そんなあなたに首ったけ（2009年『プチコミック』増刊10月号、2010年『ポシェット』3月号）
- 愛玩関係（2010年『プチコミック』本誌3月号）
- らぶ・おた（2010年『プチコミック』増刊6月号）
- キスの破片（2011年『プチコミック』本誌4月号・別冊付録）
- 恋愛音感（2011年『プチコミック』増刊6月号）
- 夏恋ホテル（2011年『プチコミック』本誌7月号・別冊付録）
- 月の鎖（2011年『プチコミック』増刊9月号）
- 甘やかな支配者（2011年『プチコミック』本誌9月号）
- とろけるような恋レシピ（2011年『プチコミック』本誌10月号・別冊付録）
- 半熱シンデレラ（2011年『プチコミック』増刊12月号）
- 誘恋ホテル（2012年『プチコミック』本誌5月号・別冊付録）
- 囚われの水中花（2012年『プチコミック』本誌7月号）
- 嘘恋ホテル（2012年『プチコミック』増刊9月号）

#### 番外編・ショート作品
- 愛あればこそ（2010年『プチコミック』本誌10月号・別冊付録）
- ワルイコトしようよ 2.5（2012年『プチコミック』増刊3月号）
- ワルイコトしようよ 4（2012年『プチコミック』増刊6月号）

### 連載作品
- オトナの問題（2009年『プチコミック』本誌2月号〜同年4月号） - 初連載作品
- 午前零時にくちづけを（2009年『プチコミック』本誌11月号〜2010年1月号）
- 艶恋、ゆらゆら（2010年『プチコミック』本誌6月号〜同年8月号）
- 続きは授業の後で（2010年『プチコミック』本誌10月号〜2011年2月号）
- ワルイコトしようよ（2012年『プチコミック』本誌1月号〜2012年本誌3月号）

## 刊行作品
- オトナの問題
- そして今宵は君に酔う
- 午前零時にくちづけを
- 艶恋、ゆらゆら
- 続きは授業の後で
- 恋愛音感
- 甘やかな支配者
- ワルイコトしようよ